# Nombre de Jeffreys
El nombre de Jeffreys {\displaystyle (Je)} és un nombre adimensional utilitzat en mecànica de fluids i per extensió en geofísica. S'utilitza per caracteritzar els fluids viscosos i el seu desplaçament. Dona la relació entre les forces gravitacionals i les forces viscoses.
Aquest nombre rep el nom de Sir Harold Jeffreys, matemàtic i geofísic anglès.
Es defineix de la següent manera :
{\displaystyle Je={\frac {g\rho {L_{c}}^{2}}{\mu v}}={\frac {Re}{Fr}}}
on :
- g = acceleració gravitacional
- ρ = massa volúmica
- Lc = longitud característica
- v = velocitat
- μ = viscositat dinàmica
- Re = nombre de Reynolds
- Fr = nombre de Froude

Aquest nombre també s'utilitza en la conformació de polímers.